# Милойко Спаич
Милойко Спаич (на сръбски: Милојко Спајић; роден на 24 септември 1987 г.) е черногорски политик и финансов инженер, който е министър-председател на Черна гора от октомври 2023 г. Той също така е служил като министър на финансите и социалните грижи в правителството на Черна гора и кабинета на Здравко Кривокапич от 2020 до 2022 г.

## Ранен живот и образование
Спаич е роден на 24 септември 1987 г. в Плевля, СР Черна гора, СФР Югославия. Спаич е свързан с епископ Методие Остойич. Завършва гимназията в Плевля като един от най-добрите ученици и продължава образованието си в университета „Сайтама“ и университета в Осака в Япония, където учи екометрия на японски като стипендиант на правителството на Япония. Като част от програма за обмен на студенти той също учи в университета „Цинхуа“. Магистърската си степен получава, също като стипендиант, във Франция в бизнес училището HEC Paris.
Освен родния си сърбо-хърватски той говори и английски, японски, китайски, руски и френски.

## Политически позиции
Спаич подкрепя присъединяването на Черна гора към Европейския съюз, но също така смята, че западните политици „не се интересуват от Черна гора“. Той твърди, че присъединяването към НАТО е „добър ход“, но че би се противопоставил на разполагането на черногорски войници в балтийските страни. Спаич осъжда руската инвазия в Украйна, която смята за агресия, и изразява подкрепата си за санкциониране на Русия, въпреки че смята, че санкциите само ще „укрепят Москва по пътя ѝ“. Спаич е против предложенията Черна гора да отмени признаването на независимостта на Косово, заявявайки, че смята, че това е „една от темите зад нас“. Той се застъпва за по-близки отношения между Черна гора и Сърбия.

### Политическа кариера
Спаич започва политическата си кариера като надпартиен политик и по време на парламентарните избори през 2020 г. е член на експертния екип на Здравко Кривокапич. Заявява, че има няколко причини за завръщането му в Черна гора, но основната е приемането на оспорвания Закон за свободата на религията и че законът показва колко проблеми са се натрупали в системата на Черна гора. Той добавя, че докато ситуацията не се подобри, той няма да „мръдне“ от Черна гора и че никой инвеститор няма да „се довери на държава, в която има институция като Сръбската православна църква (СПЦ), която съществува от осем века и се ползва с доверието на повечето Собствеността на гражданите на Черна гора е иззета от правителството“[ неясно? ] По време на религиозната криза той участва в лобирането в САЩ за интересите на Сръбската православна църква и сърбите в Черна гора.
Спаич полага клетва като министър на финансите и социалните грижи на 4 декември 2020 г. и служи при министър-председателя Здравко Кривокапич. По време на своя мандат Спаич и министърът на икономиката Яков Милатович представят и прилагат противоречивата програма за икономически реформи „Европа сега“. След парламентарна криза министър-председателят Кривокапич обявява, че е внесъл инициатива в парламента на Черна гора за отстраняване на вицепремиера Дритан Абазович, и предлага Спаич да го замени като вицепремиер. Спаич твърди, че е дарил цялата си министерска заплата.
През 2022 г. Спаич и Милатович основават политическата партия „Европа сега“, като Спаич е неин президент, а Милатович е заместник-председател. Партията участва в местните избори през 2022 г.
Спаич се опитва да се кандидатира за президент на Черна гора на президентските избори през 2023 г., но кандидатурата му е отхвърлена от Държавната избирателна комисия, тъй като е установено, че той е с двойно гражданство на Сърбия и Черна гора. Той заявява, че е станал гражданин на Сърбия през 2009 г. и че процесът на отказ от сръбското му гражданство все още продължава. По-късно заявява, че е приел сръбско гражданство, за да може да пътува до Япония без виза. Вместо него Милатович се кандидатира като кандидат на „Европа сега“ и в крайна сметка побеждава действащия президент Мило Джуканович на балотажа с 58,88% от гласовете.
След президентските избори Спаич казва, че е готов да поеме отговорност и да бъде носител на бюлетината на партията за парламентарните избори през 2023 г. На 26 април е потвърдено, че Спаич ще оглави избирателната листа. По време на предизборната кампания премиерът Дритан Абазович и министърът на вътрешните работи Филип Аджич обвиняват Спаич във връзки с южнокорейския разработчик на криптовалута До Куон, който е арестуван в Черна гора през март 2023 г. Според Абазович До Куон е изпратил писмо от затвора, което е адресирано до Абазович, Аджич, министъра на правосъдието Марко Ковач и главния прокурор Владимир Новович, като ги информира за връзките му със Спаич. „Европа сега“ отрича обвиненията срещу Спаич и заявява, че До Куон е подписал писмото по заповед на Абазович. Партията печели около 25% от гласовете на парламентарните избори, спечелвайки най-много места в парламента на Черна гора. След изборите До Куон отрича да е подкрепял финансово Спаич.
На 10 август 2023 г. президентът Яков Милатович дава на Спаич мандат за съставяне на новото правителство. На 30 август 2023 г. в цяла Черна гора се провеждат протести срещу Спаич и неговите планове да включи партиите на етническите малцинства в новото правителство, тъй като те са бивши коалиционни партньори на Демократическата партия на социалистите.
На 31 октомври 2023 парламентът на Черна гора одобрява ново правителство начело с Милойко Спаич като министър-председател.